# Martín IV
Martín IV (Turena, 27 de marzo de 1220-Perugia, 28 de marzo de 1285) fue el papa 189.º de la Iglesia católica desde 1281 hasta su muerte en 1285.

## Biografía

### Origen
Nacido Simón de Brion, era miembro de una familia perteneciente a la pequeña nobleza.

### Carrera eclesiástica
Inició su carrera en la Iglesia como sacerdote en Ruan para posteriormente pasar a ser nombrado canónigo y tesorero en la iglesia de San Martín en Tours  donde permanecerá hasta que, en 1260, el rey francés Luis IX lo nombró canciller de Francia.
En 1262 el papa Urbano IV lo nombró cardenal presbítero de la iglesia de Santa Cecilia y legado papal en Francia, cargo que seguirá desempeñando con los sucesivos pontífices.  Como legado su actuación más destacada se produjo cuando en 1264 concluyó el tratado por el que Carlos de Anjou fue coronado rey de Sicilia y que lo ligará, de por vida, desde el punto de vista político, a dicho monarca.

## Papado

### Elección
Tras la muerte de Nicolás III,  la silla de San Pedro permanecerá vacante durante un periodo de seis meses debido a que los cardenales reunidos en cónclave y divididos en dos facciones, italiana y francesa, no se ponían de acuerdo sobre la elección. El escollo se solucionó de una manera drástica cuando Carlos de Anjou hizo encarcelar a dos de los cardenales italianos con lo que logró la elección de un papa francés, su protegido Simón de Brie que, el 23 de marzo de 1281, será entronizado con el nombre de Martín IV, pero no en Roma, donde un papa francés elegido así no podía ser bien recibido, sino en Orvieto.
Las circunstancias de su elección hicieron de Martín IV una auténtica marioneta en manos de Carlos de Anjou a quien nombra inmediatamente senador, incumpliendo con ello la constitución que durante el pontificado anterior promulgó Nicolás III, y que exigía que el cargo de senador debía recaer exclusivamente en un ciudadano romano. Este nombramiento enfureció tanto al pueblo como a la aristocracia romana, y provocará que Martín IV no ponga jamás sus pies en Roma pasando de Orvieto a Montefiascone y finalmente a Perugia.

### Ruptura con la Iglesia ortodoxa
A petición también de Carlos de Anjou, quien pretendía hacer resurgir el Imperio Latino de Oriente establecido como consecuencia de la Cuarta Cruzada,  Martín IV excomulgó, el 18 de noviembre de 1281, al emperador bizantino Miguel VIII Paleólogo con lo que provocó la ruptura de los lazos de unión que con la Iglesia ortodoxa se habían establecido tras el XIV Concilio Ecuménico celebrado en 1274 en Lyon.

### Las Vísperas Sicilianas
El acontecimiento histórico más importante del pontificado de Martín IV fue la rebelión del pueblo siciliano contra su rey Carlos de Anjou y que se conoce como Vísperas sicilianas porque el levantamiento popular impulsado por los elevados impuestos, se produjo el 30 de marzo de 1282 cuando las campanas de Palermo llamaban al oficio de vísperas.
La revuelta masacró a los franceses y expulsó a Carlos del trono que pasó a manos de la corona de Aragón en la persona de Pedro III de Aragón, a quien los sicilianos llamaron en su ayuda y que fue  coronado rey de Sicilia el 30 de agosto gracias a los derechos que pudo alegar al estar casado con Constanza hija del anterior rey Manfredo Hohenstaufen a quien Carlos de Anjou había arrebatado el trono tras darle muerte en la batalla de Benevento.
Esta intervención, que será fundamental para la futura expansión mediterránea de la Corona aragonesa, provocará que Martín IV excomulgue a Pedro III  haciendo todo lo posible para revertir la situación, llegando incluso a despojarlo del reino de Aragón y a predicar (aunque en vano) una cruzada contra él.
Martín IV falleció el 28 de marzo de 1285 en su residencia de Perugia, siendo inhumado en su catedral.

## Curiosidades
Aunque este papa fue solo el segundo en escoger el nombre  de Martín, no ha pasado a la historia como Martín II sino como Martín IV. Ello se debe a que entre los siglos IX y X existieron dos papas, Marino I y Marino II, que cuando se elaboraron las primeras listas de papas fueron incluidos por error como Martín II y Martín III.
Dante Alighieri, en su Divina Comedia, escrita pocos años más tarde, colocó a Martín IV en el Purgatorio entre los glotones.

## En la cultura popular
Las profecías de San Malaquías se refieren a este papa como Ex telonio liliacei Martini (Del recaudador de Martín de lis), cita que hace referencia a que antes de ser elegido pontífice fue tesorero de la iglesia de San Martín de Tours y a que fue canciller del Rey de Francia (cuyo símbolo es la flor de lis).